# 訃報 1975年2月
訃報 1975年2月（ふほう 1975ねん2がつ）では、1975年（昭和50年）2月中に物故した、又は物故が報じられた人物についてまとめる。

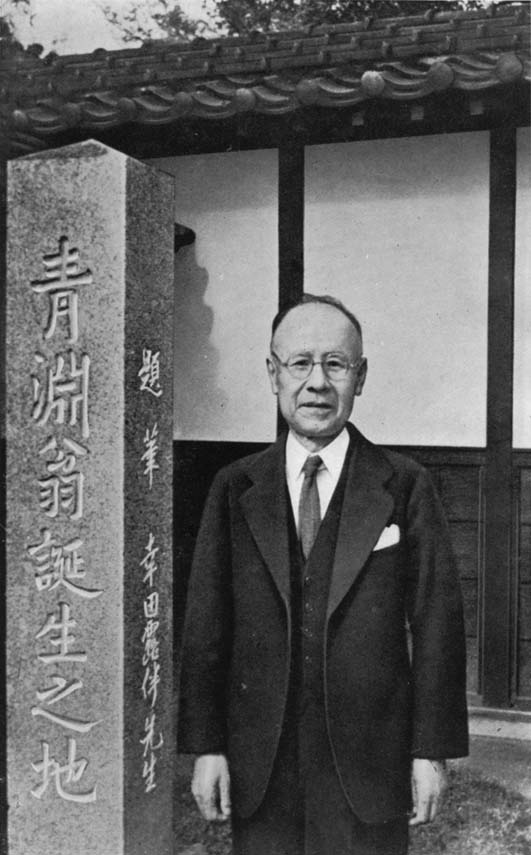
渋沢元治 / 2月22日没

## （1日 - 14日）
- 2月3日 - ウム・クルスーム、歌手（* 1904年）
- 2月6日 - 秋岡武次郎、地理学者（* 1895年）
- 2月6日 - 佐藤賢了、陸軍軍人（* 1895年）
- 2月7日 - 香山滋、小説家（* 1904年）
- 2月7日 - 大貫賢、プロ野球選手（* 1906年）
- 2月8日 - ヤン・ムカジョフスキー、美学者・文学者・言語学者（* 1891年）
- 2月9日 - 小泉貞三、経済学者・経営学者（* 1905年）
- 2月11日 - 篠島秀雄、実業家・サッカー選手（* 1910年）
- 2月11日 - 夏目伸六、随筆家（* 1908年）
- 2月13日 - 水沢澄夫、美術評論家（* 1905年）
- 2月14日 - ジュリアン・ハクスリー、生物学者（* 1887年）

## （15日 - 28日）
- 2月15日 - 土方成美、経済学者（* 1890年）
- 2月16日 - 南部僑一郎、映画評論家・脚本家（* 1904年）
- 2月17日 - 森島守人、外交官・政治家（* 1896年）
- 2月17日 - 佐山総平、鉱山学者（* 1893年）
- 2月19日 - ルイージ・ダッラピッコラ、作曲家（* 1904年）
- 2月21日 - 安藤博、発明家（* 1902年）
- 2月22日 - ライオネル・ターティス、ヴィオラ奏者（* 1876年）
- 2月22日 - 渋沢元治、電気工学者・工学博士（* 1876年）
- 2月22日 - 北島驥子雄、陸軍軍人（* 1888年）
- 2月22日 - 青木知四郎、衆議院議員・鉄道実業家（* 1880年）
- 2月22日 - 永長佐京、実業家（* 1908年）
- 2月23日 - ハンス・ベルメール、画家・グラフィックデザイナー・写真家・人形作家（* 1902年）
- 2月23日 - 大日向蔦次、政治家（* 1900年）
- 2月23日 - 國分勘兵衛 (10代目)、実業家（* 1883年）
- 2月24日 - ニコライ・ブルガーニン、ソビエト連邦首相（* 1895年）
- 2月27日 - 渡辺政人、実業家（* 1892年）
- 2月28日 - 丹羽保次郎、ファクシミリ開発者（* 1893年）
- 2月28日 - 佐藤泰舜、仏教学者（* 1890年）
- 2月28日 - 氷見晃堂、木工芸家（* 1906年）